# Torrent de Can Corbera
El torrent de Can Corbera, també anomenat barranc dels Àlbers, és un curs d'aigua del Vallès Occidental que neix a la serra de Galliners al terme de Terrassa i desemboca a la riera de Rubí. Creua els termes de Terrassa i Sant Quirze del Vallès i finalment desemboca dins de Rubí.